# Raz-de-marée des Saintes-Maries-de-la-Mer
Dans la nuit du 5 au 6 août 1985, entre 23h30 et 1h du matin, un raz-de-marée, composé d'au moins deux vagues, déferle sur la côte méditerranéenne, touchant le littoral du golfe du Lion, entre les Saintes-Maries-de-la-Mer et Port-Saint-Louis-du-Rhône.
Le raz-de-marée est probablement causé par un glissement de terrain sous-marin, faisant suite à un séisme de faible magnitude, à proximité des côtes,,.
Les vagues provoquent d'importants dégâts, pénétrant de 800 mètres dans l'intérieur des terres en Camargue, faisant 1 500 sinistrés, 10 blessés et un mort. Ce sont principalement des pratiquants du camping sauvage, aux Saintes-Maries-de-la-Mer, qui sont  victimes de l'inondation, qui emporte tentes et caravanes.

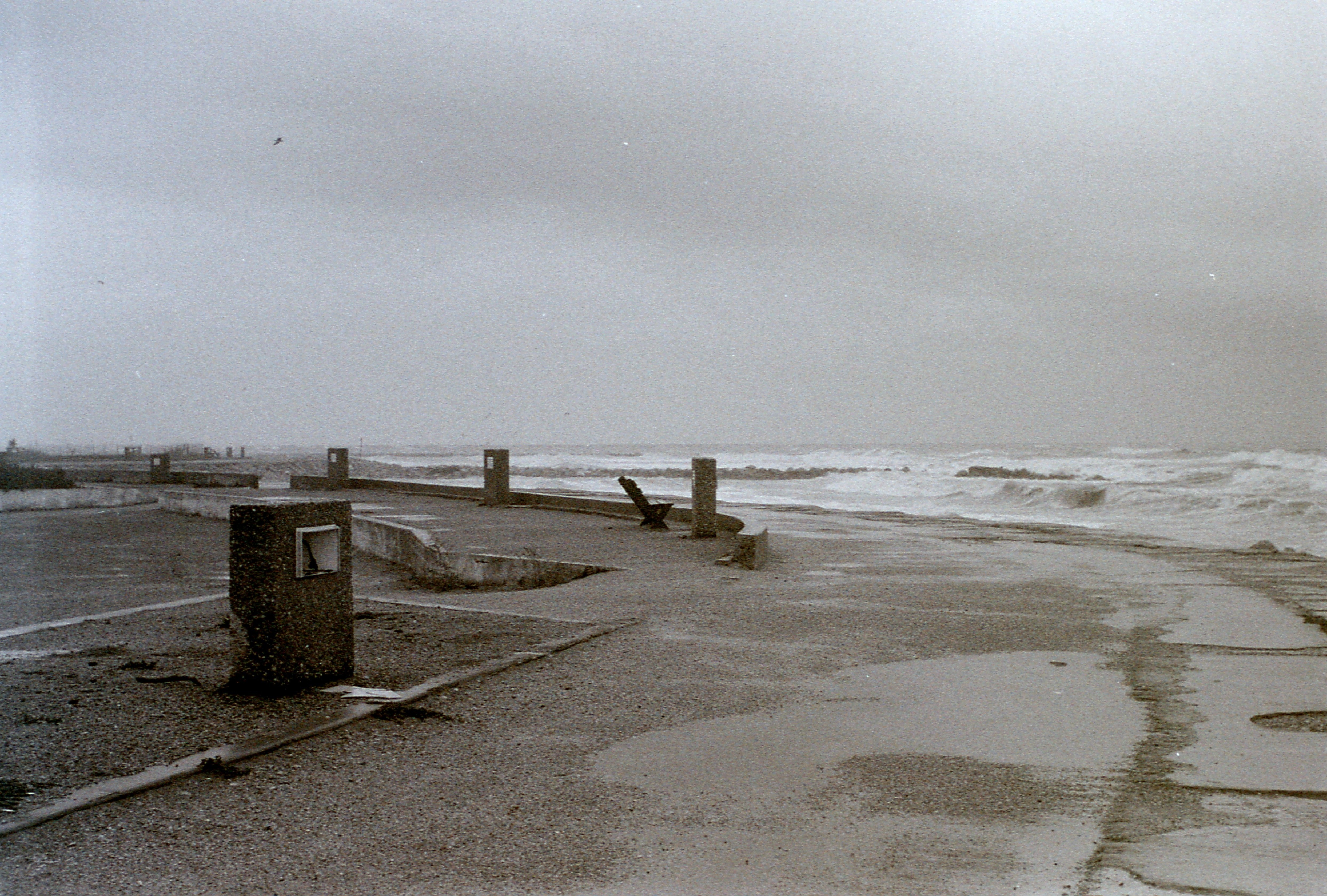
Plage des Saintes-Maries-de-la-Mer en 2009

## Conséquences
Les pratiquants du camping sauvage se font moins nombreux aux Saintes-Maries-de-la-Mer, où il est interdit depuis 1981, même s'il perdure au cours des années suivantes sur d'autres sites camarguais du littoral, après avoir atteint un pic de cinquante mille campeurs au cours de l'été 1980.